# Liste des aires métropolitaines de l'Alabama
La liste suivante répertorie les aires métropolitaines de l'État de l'Alabama aux États-Unis.

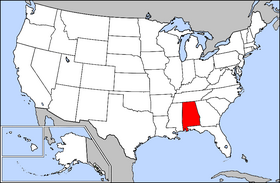
Carte des États-Unis avec l'Alabama en rouge

## Principales agglomérations
| Rang 2012 | Ville       | 2012,     | 2011,     | Variation |
| --------- | ----------- | --------- | --------- | --------- |
| 1         | Birmingham  | 1 136 650 | 1 132 403 | ▲ +0,38 % |
| 2         | Huntsville  | 430 734   | 425 212   | ▲ +1,3 %  |
| 3         | Mobile      | 413 936   | 413 145   | ▲ +0,19 % |
| 4         | Montgomery  | 377 149   | 378 562   | ▼ −0,37 % |
| 5         | Tuscaloosa  | 233 389   | 231 560   | ▲ +0,79 % |
| 6         | Daphne      | 190 790   | 186 830   | ▲ +2,12 % |
| 7         | Decatur     | 154 233   | 154 115   | ▲ +0,08 % |
| 8         | Dothan      | 147 620   | 146 651   | ▲ +0,66 % |
| 9         | Auburn      | 147 257   | 143 580   | ▲ +2,56 % |
| 10        | Florence    | 146 988   | 147 082   | ▼ −0,06 % |
| 11        | Anniston    | 117 296   | 117 815   | ▼ −0,44 % |
| 12        | Gadsden     | 104 392   | 104 298   | ▲ +0,09 % |
| 13        | Albertville | 94 776    | 94 102    | ▲ +0,72 % |
| 14        | Talladega   | 92 728    | 92 883    | ▼ −0,17 % |
| 15        | Cullman     | 80 440    | 80 479    | ▼ −0,05 % |
| 16        | Scottsboro  | 53 019    | 53 230    | ▼ −0,4 %  |
| 17        | Enterprise  | 51 252    | 50 485    | ▲ +1,52 % |
| 18        | Ozark       | 50 444    | 50 141    | ▲ +0,6 %  |
| 19        | Selma       | 42 864    | 43 189    | ▼ −0,75 % |
| 20        | Valley      | 34 064    | 34 005    | ▲ +0,17 % |
| 21        | Troy        | 33 182    | 32 893    | ▲ +0,88 % |

Note : à titre de comparaison, le taux de croissance de la population des États-Unis a été de + 0,74 % en 2012.